# Kärntner Volksverein

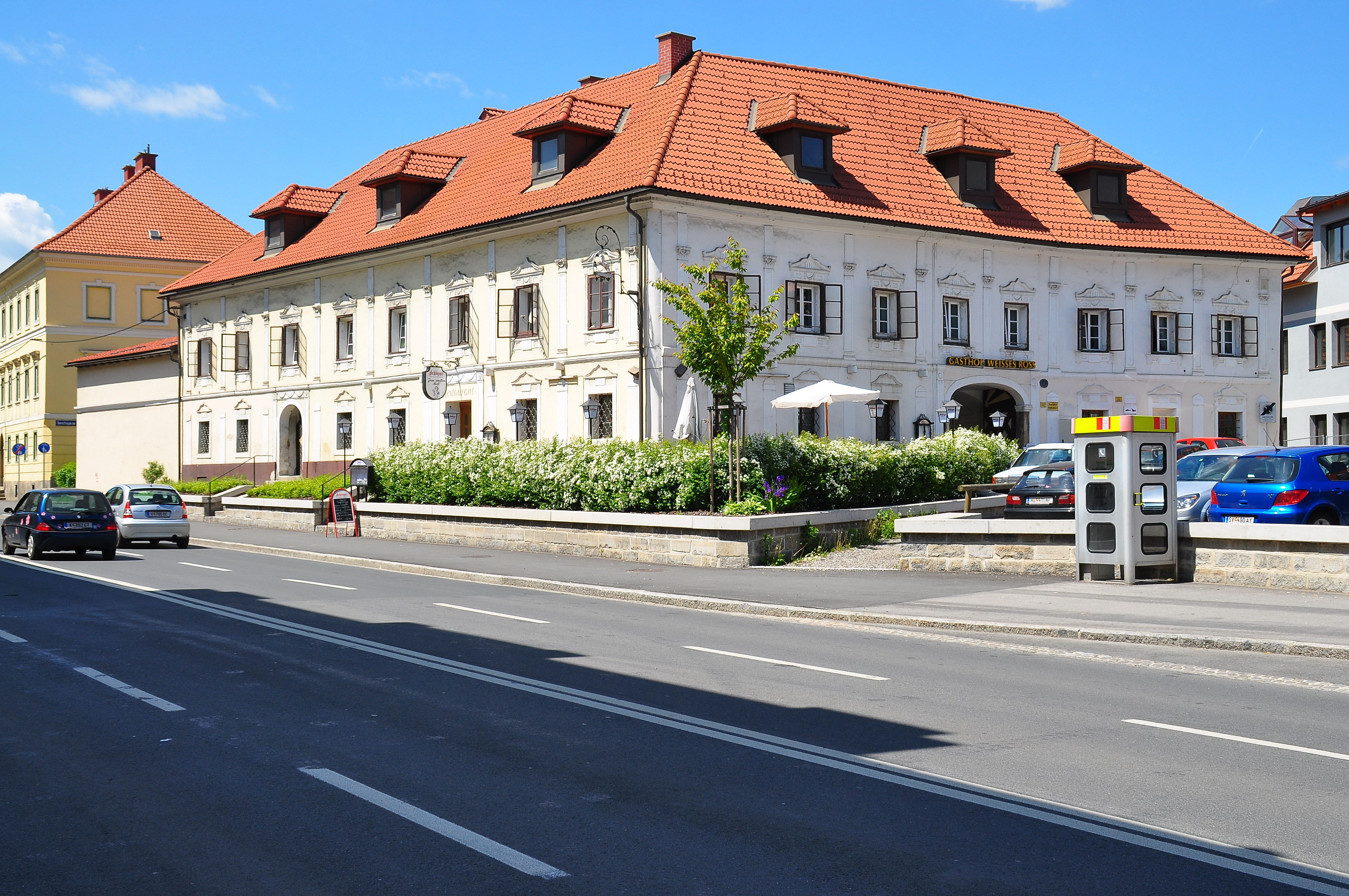
Weißes Ross (Tagungslokal)

Der Kärntner Volksverein war eine Fraktion im Kärntner Landtag, die nur während des Revolutionsjahres 1848 bestand. Er wird als demokratisch, links, liberal und deutschnational verortet. Als Mitglieder werden Joseph Janesch, Josef Ratz und Josef Tauerer genannt. Er tagte in der Gaststätte zum weißen Ross in der St. Veiter Vorstadt.
Josef Ratz war Privatlehrer, hatte Engels und Bakunin studiert, wurde 1849 nach Niederschlagung der Revolution steckbrieflich gesucht und zu vier Jahren Haft verurteilt. Später war er mittellos.
Joseph Janesch war während der Revolutionszeit Landtagsabgeordneter und Abgeordneter der Frankfurter Nationalversammlung für den Bezirk Spittal 1861–1866 Abgeordneter zum 1. Kärntner Landtag.

## Belege
1. ↑  Zur historischen Dimension des Begriffs „Arbeit“ und über den steinigen Weg von den Zünften des Mittelalters über die Gewerkschaftsbewegung zur „Arbeiterkammer“. Abgerufen am 23. April 2015.
2. 1 2 3 4 5  Wilhelm Baum: Analysen zum Werk und zum politischen Wirken Tschabuschniggs. In: Adolf Ritter von Tschabuschnigg (1809–1877): Literatur und Politik zwischen Vormärz und Neoabsolutismus. S. 88-90, abgerufen am 23. April 2015.
3. ↑  Tschabuschnigg. In: Killy Literaturlexikon. S. 620, abgerufen am 23. April 2015.
4. 1 2  "Slovenci" in „nemci“ v koroških mestih. S. 22, abgerufen am 23. April 2015.